# Skrzydlik (rodzaj)
Skrzydlik (Fissidens Hedw.) – rodzaj mchu należący do monotypowej rodziny skrzydlikowatych (Fissidentaceae Schimp.). 

## Rozmieszczenie geograficzne
Przedstawiciele tego rodzaju występują na całym świecie, głównie w rejonach tropikalnych. W całej Polsce rosną na rozproszonych stanowiskach, głównie w górach, na wyżynach i Pomorzu, a także na Polesiu Zachodnim. Podawane są stanowiska z pasma Gorców i Bieszczadów. Wodne gatunki skrzydlików stwierdzono na 8 stanowiskach w południowo-wschodniej części kraju: w Karpatach, Górach Świętokrzyskich, na Roztoczu, Opolszczyźnie oraz Podlasiu, na wysokościach 137–744 m n.p.m.

## Morfologia
GametofityMchy ortotropowe, o barwie od żółto-zielonej do niebiesko-zielonej, czasem starsze części rośliny stają się brązowawe do czarnych. Formują gęste darnie lub rosną w rozproszeniu. Łodyżki o wysokości przeważnie 2–5 cm, chociaż skrajnie osiągają od 0,2 do 15 cm. Są prosto wzniesione, pojedyncze lub widlasto rozgałęzione. Listki obejmują łodyżkę łódkowato, dorastają do 1–3,5 mm długości i do 0,2–1 mm szerokości. Są dwudzielne, mniejszy płat nazywany jest skrzydełkiem. Kształt blaszki lancetowaty lub języczkowaty, wierzchołek zaostrzony lub zaokrąglony, niekiedy z kończykiem. Listki całobrzegie lub piłkowane. Żebro pojedyncze, dochodzi do szczytu listka lub kończy się tuż przed nim. Komórki listków okrągławo-wielokątne.
SporofitySeta prosta lub falista, początkowo żółta, ciemniejąca z wiekiem lub czerwonawa. Puszka zarodni jajowata do cylindrycznej, perystom pojedynczy, o 16 zębach, zwykle podzielonych w 1/2–1/3 długości, czasem nieregularnie podzielonych lub niepodzielonych, czasem śladowych. Zarodniki gładkie do brodawkowatych.

## Biologia i ekologia
Na obszarze Polski występuje pięć gatunków należących do rodzaju skrzydlik, charakterystycznych dla siedlisk wodnych i podmokłych: skrzydlik paprociowaty Fissidens adianthoides, skrzydlik tęgoszczecinowy F. crassipens, skrzydlik chudy F. exilis, skrzydlik studziennik F. fontanus i skrzydlik długoszowaty F. osmundoides. Porastają kamienie i głazy zanurzone w wodach potoków, wapienne brzegi, źródliska, bagna oraz podmokłe użytki zielone. Preferują siedliska ubogie w biogeny, oligo- i mezotroficzne. W wodach występują do głębokości kilku centymetrów, zwykle jednak zasiedlają wynurzone partie brzegu lub okresowo wynurzone głazy. Rodzaj skrzydlik ma średni zakres tolerancji ekologicznej względem trofii.

## Systematyka i nazewnictwo
Nazwa naukowa rodzaju Fissidens pochodzi od złożenia łacińskich słów fissus, czyli "rozdarty" oraz dens, czyli "ząb". Nazwa nawiązuje do rozszczepionych zębów perystomu.
Synonimy: Moenkemeyera Müller Hal., Octodiceras Bridel.
Do rodzaju zalicza się od około 450 do 729 gatunków mchów. The Plant List oprócz 729 akceptowanych nazw gatunków wymienia ich 599 synonimów, zaś kolejnych 106 nazw wymaga weryfikacji.
Gatunki (wybór):
| - Fissidens adianthoides Hedw. – skrzydlik paprociowaty - Fissidens aphelotaxifolius Pursell - Fissidens appalachensis R.H. Zander - Fissidens arcticus Bryhn - Fissidens arnoldii R. Ruthe - Fissidens asplenioides Hedw. - Fissidens bryoides Hedw. – skrzydlik prątnikowy - Fissidens bushii (Cardot & Thér.) Cardot & Thér. - Fissidens closteri Austin - Fissidens crassipes Wilson ex Bruch & Schimp. – skrzydlik tęgoszczecinowy - Fissidens crispus Mont. - Fissidens dubius P. Beauv. – skrzydlik grzebieniasty - Fissidens elegans Brid. - Fissidens exilis Hedw. – skrzydlik chudy - Fissidens fontanus (Bach. Pyl.) Steud. – skrzydlik studziennik | - Fissidens gardneri Mitt. - Fissidens hallianus (Sull. & Lesq.) Mitt. - Fissidens leptophyllus Mont. - Fissidens littlei (R.S. Williams) Grout - Fissidens osmundoides Hedw. – skrzydlik długoszowaty - Fissidens pascuanus Broth. - Fissidens sciophyllus Mitt. - Fissidens serratus Müll. Hal. - Fissidens subbasilaris Hedw. - Fissidens submarginatus Bruch - Fissidens taxifolius Hedw. – skrzydlik cisolistny - Fissidens tosaensis Broth. - Fissidens ventricosus Lesq. - Fissidens wageri Dixon - Fissidens zollingeri Mont. |

## Ochrona
W Polsce skrzydlik studziennik Fissidens fontanus i skrzydlik tęgoszczecinowy Fissidens crassipes objęte są ścisłą ochroną gatunkową, zaś ochronie częściowej podlega skrzydlik długoszowaty Fissidens osmundoides. W latach 2004–2014 wszystkie trzy gatunki objęte były ochroną ścisłą.
Stanowiska gatunków: Fissidens crassipes, F. bryoides, F. taxifolius, F. dubius i F. adianthoides, chronione są na terenie Bieszczadzkiego Parku Narodowego. Z parku podawany jest także skrzydlik drobny F. pusillus uznany przez The Plant List za synonim F. bryoides. Z terenu Gorczańskiego Parku Narodowego podawane są gatunki F. osmundoides, F. taxifolius oraz F. bryoides (jako F. pusillus).